# Gaande werk

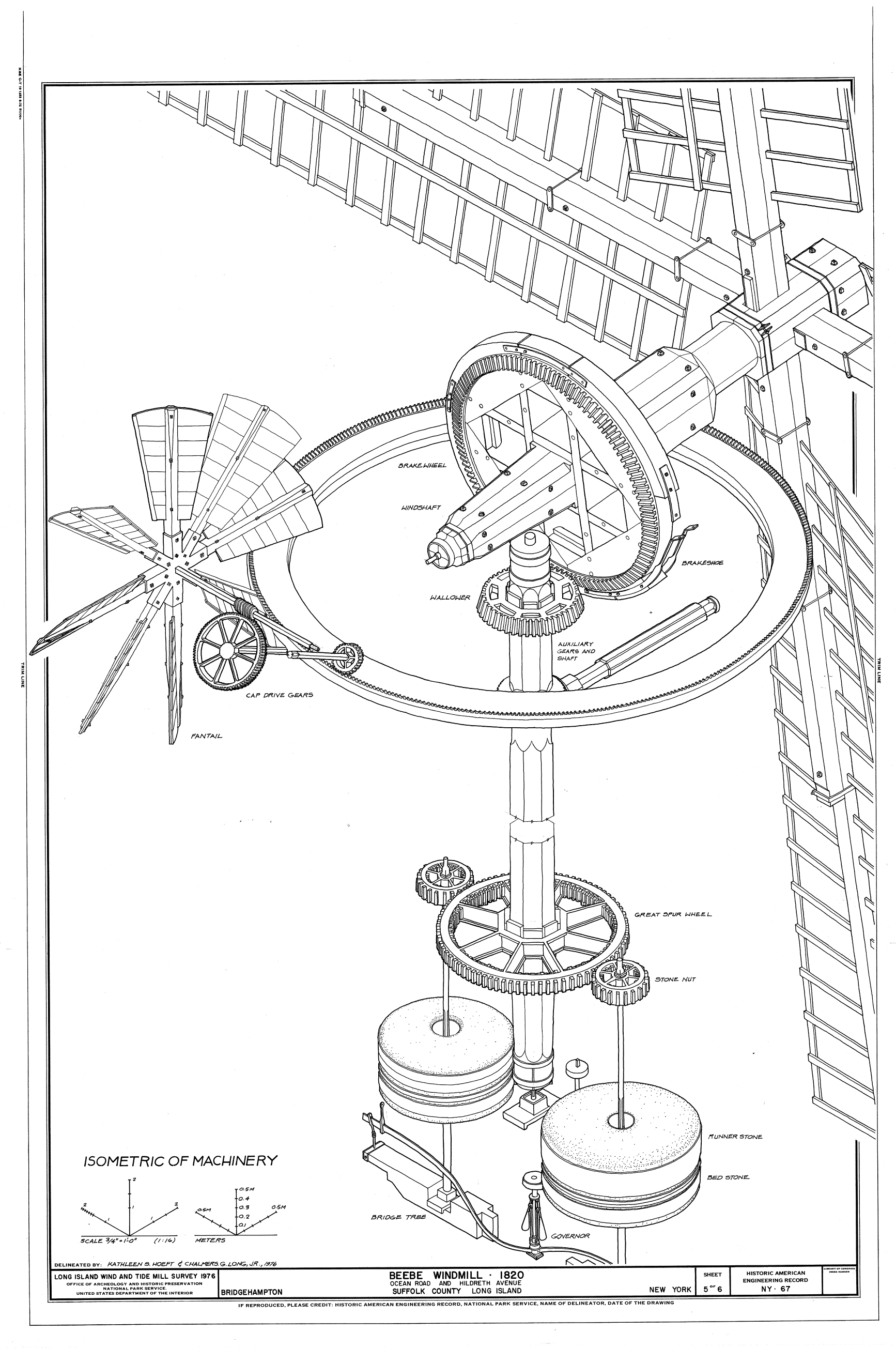
Schema van het gaande werk van een windkorenmolen op Long Island, NY (1820)

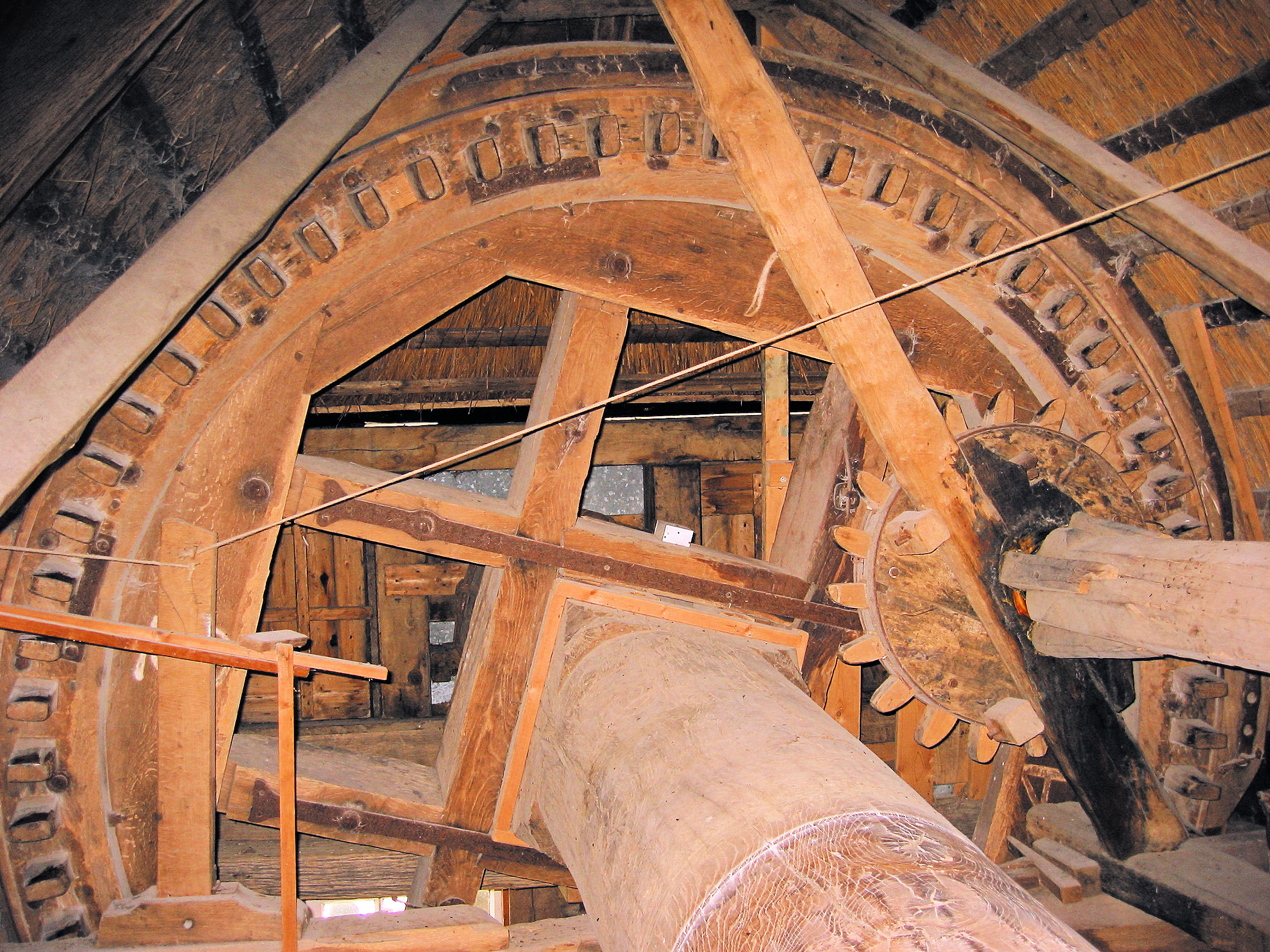
Bovenwiel met varkenswiel van het luiwerk. Een deel van het aandrijfwerk van de Doesburgermolen, 17e eeuw

Het gaande werk is de aandrijflijn van een molen. Het omvat alle onderdelen die in beweging worden gezet door het wiekenkruis dan wel door het waterrad.

## Overbrenging
In een windmolen ligt bovenin de bovenas, die de energie van de wind rechtstreeks uit het wiekenkruis ontvangt. Hoe die energie verder wordt overgedragen op de werktuigen, hangt af van het type windmolen:
- In een standerdmolen en een paltrokmolen bevindt de bovenas zich altijd in dezelfde positie ten opzichte van de werktuigen, waardoor hij die direct kan aandrijven.
- In een bovenkruier waarbij de gehele molenkap kan draaien, drijft de bovenas door middel van het bovenwiel eerst de verticaal opgestelde koningsspil aan. Vanuit deze spil wordt vervolgens de rest van de werktuigen aangedreven. Dezelfde constructie treft men ook in een wipmolen aan.
- In een torenkotmolen is een deel van het gaande werk in het draaibare deel ondergebracht en een ander deel in het torenkot. Hier treft men dan ook een combinatie van de twee bovenstaande methoden aan.

In een watermolen is er een as waar het waterrad aan vastzit. In tegenstelling tot de windmolen zullen hier de meeste werktuigen van onderen aangedreven worden.

## Onderdelen
Het gaande werk van een molen kan, afhankelijk van de functie en opbouw van de molen, uit de volgende delen bestaan:
- Bij een korenmolen:
  - Het luiwerk en eventueel het afschietwerk, voor het hijsen en laten zakken van de zakken maalgoed.
  - Het spoorwiel onderaan de koningsspil, die op zijn beurt aandrijft:
  - De steenspillen met de maalkoppels die het koren tot meel vermalen.
- Bij een poldermolen:
  - De onderschijfloop onderaan de koningsspil, dat het scheprad aandrijft, of:
  - De onderbonkelaar, die de vijzel aandrijft waarmee het water wordt opgevoerd.
  - In een enkel geval drijft de molen via een kamwiel of een riem een schroefpomp aan.
- Bij een pelmolen:
  - Het pelwerk waarmee het kaf van de gerst of rijst wordt gepeld.
  - De "harp" of zifterij voor het sorteren van de graankorrels.
  - De waaierij waarmee het kaf van de gepelde graankorrels wordt gescheiden.
- Bij een houtzaagmolen:
  - De krukas met de wuifelaars voor het op en neer bewegen van de zaagramen.
  - De zaagramen voor het zagen van de boomstammen.
  - De zaagsleden waar de boomstammen op worden vastgesjord.
  - Het krabbelwerk voert de zaagslede door het zaagraam.
  - De winderij, waarmee de boomstammen uit het balkengat via een sleephelling naar binnen worden getrokken en de zaagslede terug wordt getrokken.
  - De kraan of jijntakel op een paltrokmolen, waarmee de boomstammen uit het balkengat opgehesen worden.
- Bij een oliemolen:
  - De onderschijfloop onderaan de koningsspil, die het steenwiel aandrijft.
  - De onderbonkelaar, die het wentelwiel van de wentelas aandrijft.
  - Het steenwiel die de kantstenen aandrijft.
  - De twee kransen op de wentelas die de varkenswielen aandrijven.
  - Het varkenswiel die de overwerker op de roerstok met het roerijzer voor de vuisterpan aandrijft.
- Bij een papiermolen:
  - Hiervoor wordt vanwege de vele overbrengingen verwezen naar de beschrijving van de papiermolen De Schoolmeester.